# 島田和幸
島田 和幸（しまだ かずゆき、1955年12月20日 - ）は、日本の実業家。ファンケル代表取締役社長最高経営責任者。

## 人物・経歴
広島県三原市生まれ。地元の中学校、広島県立三原高等学校を経て、1979年同志社大学法学部卒業、ダイエー入社。大学在学中は合唱部部長を務めた。1993年からダイエーの中内㓛に秘書として仕え、中内が失脚した2001年にマルエツに入社し法務部で勤務した。その後宮島和美に誘われ、2003年ファンケル入社。2004年経営戦略本部新規事業部長。2006年経営戦略本部経営企画部長兼新規事業部長。2007年取締役執行役員経営戦略本部長兼経営企画部長。2010年取締役執行役員管理本部長。2011年取締役常務執行役員管理本部長。2015年取締役専務執行役員グループサポートセンター長。2017年ファンケル代表取締役社長執行役員CEO兼マーケティング本部長。

## 出演

### 新聞
- 学生新聞[7]